# Hunt for Exomoons with Kepler

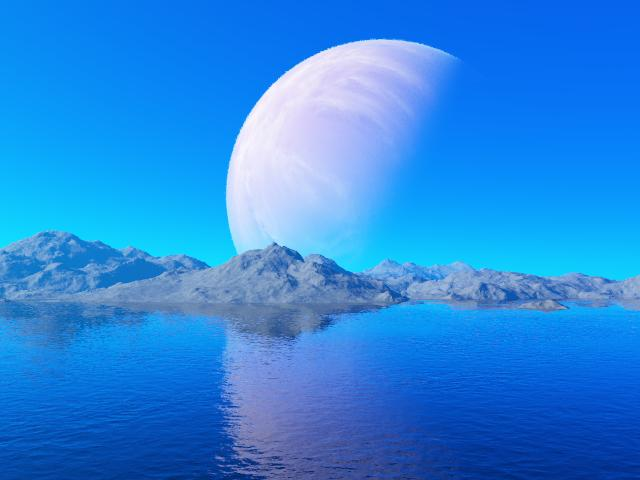
Immagine artistica della superficie di una esoluna di tipo terrestre in orbita attorno a un gigante gassoso

Hunt for Exomoons with Kepler (HEK) (in italiano: Caccia di esolune con Kepler) è un progetto il cui scopo è la ricerca di satelliti di pianeti extrasolari utilizzando i dati raccolti dal telescopio spaziale Kepler. Fondato dall'astrofisico britannico David Kipping e affiliato all'Harvard-Smithsonian Center for Astrophysics, l'HEK ha presentato la sua prima pubblicazione il 30 giugno 2011, pubblicandone da allora più di cinque carte, anche se finora non è stata ancora scoperta nessuna luna extrasolare.
L'HEK usa due metodi nella ricerca di esolune; l'eventuale variazione della velocità radiale e la variazione dei tempi di transito, entrambi  basati su possibili alterazioni del segnale prodotto dal pianeta. Col primo metodo, le variazioni sinusoidali della lunghezza d'onda della luce della stella madre creata dal pianeta possono essere leggermente diverse se presente una luna, mentre con il secondo metodo, l'intervallo temporale tra un transito ed un altro del pianeta può essere leggermente variabile se influenzato gravitazionale da una luna, rivelandone così la sua esistenza. 
Nella prima pubblicazione, la caccia di esolune con Kepler selezionò diversi pianeti candidati come obiettivi della ricerca, sulla base della probabilità e rilevabilità di potenziali lune attorno ai pianeti. In una seconda pubblicazione apparsa all'inizio del 2013, furono elencate le proprietà di sette dei pianeti candidati, che non rivelarono lune ma permisero agli astronomi di vincolare i rapporti di massa luna-pianeta. In un terzo documento, accettato dall'Astrophysical Journal, sono elencati i segnali di transito e le velocità radiali di Kepler-22 b, il primo e unico pianeta situato nella zona abitabile della propria stella analizzato dal team  del HEK a partire da luglio 2013. Come per le ricerche precedenti, non sono state scoperte lune, limitando la ricerca a corpi con massa massima pari a 0,54 M⊕.
Nonostante la mancanza di risultati positivi in un anno e mezzo di attività, alcuni commentatori, tra cui Shannon Hall di Universe Today e Markus Hammonds di Discovery News, credono all'esistenza di miliardi di esolune, molte delle quali abitabili, nella Via Lattea, ricordando che anche i pianeti extrasolari non furono scoperti ai primi tentativi e che quindi alla fine anche le esolune verranno scoperte.